# Volpajola
Volpajola (A Vulpaiola en corso) es una comuna y población de Francia, en la región de Córcega, departamento de Alta Córcega, distrito de Bastia y cantón de Alto-di-Casaconi.
Su población en el censo de 1999 era de 366 habitantes.